# Natation aux Jeux paralympiques d'été de 2008
Navigation
Athènes 2004 Londres 2012
Les épreuves de natation aux Jeux paralympiques d'été de 2008 se déroulent du 7 au 15 septembre 2008 à Pékin en Chine. Elles ont lieu au Centre national de natation de Pékin. En tout, 140 médailles d'or sont attribuées dans les compétitions de natation.

## Classification
Dans chaque discipline, les athlètes sont classés en catégories selon leur handicap. Les catégories commençant par S désignent la nage libre, le dos et le papillon, celles commençant par SB désignent la brasse et celles commençant par SM désignent le quatre nages.
Chaque catégorie est ensuite divisée en sous-catégories définies par des chiffres désignant la nature et la lourdeur du handicap :
- 1 à 10 : handicaps physiques divers, classés en général par gravité plutôt que par type. (Pour la brasse, les chiffres ne vont que de 1 à 9. SB1 correspond à S1 et S2, puis SB2 à S3, etc., jusqu'à SB9 qui équivaut à S10). Les athlètes de la sous-catégorie 1 ont un plus gros handicap que ceux de la sous-catégorie 10.
- 11 à 13 : cécité (11) ou handicap visuel. Les athlètes aveugles portent des lunettes de natation noircies pour s'assurer de leur égalité. Puisqu'ils ne peuvent voir le bord du bassin, un assistant le leur indique d'une tape sur la tête.

## Médaillés

### Hommes
| Épreuve                     | Or                                                                       | Argent                                                                | Bronze                                                                         |
| --------------------------- | ------------------------------------------------------------------------ | --------------------------------------------------------------------- | ------------------------------------------------------------------------------ |
| 50 m nage libre S2          | Georgios Kapellakis (GRE)                                                | Dmitrii Kokarev (RUS)                                                 | James Anderson (GBR)                                                           |
| 50 m nage libre S3          | Dmytro Vynohradets (UKR)                                                 | Du Jianping (CHN)                                                     | Byeong-Eon Min (KOR)                                                           |
| 50 m nage libre S4          | David Smétanine (FRA)                                                    | Richard Oribe (ESP)                                                   | Jan Povysil (CZE)                                                              |
| 50 m nage libre S5          | Dmytro Kryzhanovskyy (UKR)                                               | Daniel Dias (BRA)                                                     | Sebastián Rodríguez (ESP)                                                      |
| 50 m nage libre S6          | Xu Qing (CHN)                                                            | Tang Yuan (CHN)                                                       | Anders Olsson (SWE)                                                            |
| 50 m nage libre S7          | David Roberts (GBR)                                                      | Matt Walker (GBR)                                                     | Lantz Lamback (USA)                                                            |
| 50 m nage libre S8          | Xiaofu Wang (CHN)                                                        | Peter Leek (AUS)                                                      | Konstantin Lisenkov (RUS)                                                      |
| 50 m nage libre S9          | Matthew Cowdrey (AUS)                                                    | Zhi Guo (CHN)                                                         | Xiaoming Xion (CHN)                                                            |
| 50 m nage libre S10         | André Brasil (BRA)                                                       | Phelipe Rodrigues (BRA)                                               | Benoît Huot (CAN)                                                              |
| 50 m nage libre S11         | Enhamed Enhamed (ESP)                                                    | Junichi Kawai (JPN)                                                   | Alexander Chekurov (RUS)                                                       |
| 50 m nage libre S12         | Maksym Veraksa (UKR)                                                     | Alexander Nevolin-Svetov (RUS)                                        | Sergii Klippert (UKR)                                                          |
| 50 m nage libre S13         | Oleksii Fedyna (UKR)                                                     | Charalampos Taiganidis (GRE)                                          | Andrey Strokin (RUS)                                                           |
| 100 m nage libre S2         | Dmitrii Kokarev (RUS)                                                    | Georgios Kapellakis (GRE)                                             | James Anderson (GBR)                                                           |
| 100 m nage libre S3         | Du Jianping (CHN)                                                        | Dmytro Vynohradets (UKR)                                              | Li Hanhua (CHN)                                                                |
| 100 m nage libre S4         | David Smétanine (FRA)                                                    | Richard Oribe (ESP)                                                   | Jan Povysil (CZE)                                                              |
| 100 m nage libre S5         | Daniel Dias (BRA)                                                        | Dmytro Kryzhanovskyy (UKR)                                            | Roy Perkins (USA)                                                              |
| 100 m nage libre S6         | Anders Olsson (SWE)                                                      | Yuan Tang (CHN)                                                       | Yuanrun Yang (CHN)                                                             |
| 100 m nage libre S7         | David Roberts (GBR)                                                      | Lantz Lamback (USA)                                                   | Matt Walker (GBR)                                                              |
| 100 m nage libre S8         | Xiaofu Wang (CHN)                                                        | Konstantin Lisenkov (RUS)                                             | Peter Leek (AUS)                                                               |
| 100 m nage libre S9         | Matthew Cowdrey (AUS)                                                    | Zhi Guo (CHN)                                                         | Tamás Sors (HUN)                                                               |
| 100 m nage libre S10        | André Brasil (BRA)                                                       | Phelipe Rodrigues (BRA)                                               | Benoît Huot (CAN)                                                              |
| 100 m nage libre S11        | Enhamed Enhamed (ESP)                                                    | Bozun Yang (CHN)                                                      | Grzegorz Polkowski (POL)                                                       |
| 100 m nage libre S12        | Maksym Veraksa (UKR)                                                     | Sergii Klippert (UKR)                                                 | Alexander Nevolin-Svetov (RUS)                                                 |
| 100 m nage libre S13        | Charalampos Taiganidis (GRE)                                             | Oleksii Fedyna (UKR)                                                  | Danylo Chufarov (UKR)                                                          |
| 200 m nage libre S2         | Dmitrii Kokarev (RUS)                                                    | James Anderson (GBR)                                                  | Georgios Kapellakis (GRE)                                                      |
| 200 m nage libre S3         | Dmytro Vynohradets (UKR)                                                 | Li Hanhua (CHN)                                                       | Du Jianping (CHN)                                                              |
| 200 m nage libre S4         | Richard Oribe (ESP)                                                      | David Smétanine (FRA)                                                 | Jan Povysil (CZE)                                                              |
| 200 m nage libre S5         | Daniel Dias (BRA)                                                        | Sebastián Rodríguez (ESP)                                             | Anthony Stephens (GBR)                                                         |
| 400 m nage libre S6         | Anders Olsson (SWE)                                                      | Darragh McDonald (IRL)                                                | Matthew Whorwood (GBR)                                                         |
| 400 m nage libre S7         | David Roberts (GBR)                                                      | Lantz Lamback (USA)                                                   | Jay Dohnt (AUS)                                                                |
| 400 m nage libre S8         | Sam Hynd (GBR)                                                           | Peter Leek (AUS)                                                      | Jiachao Wang (CHN)                                                             |
| 400 m nage libre S9         | Jesús Collado (ESP)                                                      | Matthew Cowdrey (AUS)                                                 | Tamás Sors (HUN)                                                               |
| 400 m nage libre S10        | André Brasil (BRA)                                                       | Robert Welbourn (GBR)                                                 | Benoît Huot (CAN)                                                              |
| 400 m nage libre S11        | Enhamed Enhamed (ESP)                                                    | Bozun Yang (CHN)                                                      | Donovan Tildesley (CAN)                                                        |
| 400 m nage libre S12        | Sergei Punko (BLR)                                                       | Enrique Floriano (ESP)                                                | Sergii Klippert (UKR)                                                          |
| 400 m nage libre S13        | Charl Bouwer (RSA)                                                       | Danylo Chufarov (UKR)                                                 | Charalampos Taiganidis (GRE)                                                   |
| 50 m dos S1                 | Christos Tampaxis (GRE)                                                  | Andreas Katsaros (GRE)                                                | João Martins (POR)                                                             |
| 50 m dos S2                 | Dmitrii Kokarev (RUS)                                                    | Jim Anderson (GBR)                                                    | Georgios Kapellakis (GRE)                                                      |
| 50 m dos S3                 | Du Jianping (CHN)                                                        | Min Byeong-Eon (KOR)                                                  | Dmytro Vynohradets (UKR)                                                       |
| 50 m dos S4                 | Juan Reyes (MEX)                                                         | David Smétanine (FRA)                                                 | Huabin Zeng (CHN)                                                              |
| 50 m dos S5                 | Daniel Dias (BRA)                                                        | Junquan He (CHN)                                                      | Zsolt Vereczkei (HUN)                                                          |
| 100 m dos S6                | Igor Plotnikov (RUS)                                                     | Yuanrun Yang (CHN)                                                    | Yuan Tang (CHN)                                                                |
| 100 m dos S7                | Lantz Lamback (USA)                                                      | Jon Fox (GBR)                                                         | Guillermo Marro (ARG)                                                          |
| 100 m dos S8                | Konstantin Lisenkov (RUS)                                                | Peter Leek (AUS)                                                      | Sean Fraser (GBR)                                                              |
| 100 m dos S9                | Matthew Cowdrey (AUS)                                                    | Zhi Guo (CHN)                                                         | Jarrett Perry (USA)                                                            |
| 100 m dos S10               | Justin Zook (USA)                                                        | Michael Anderson (AUS)                                                | Kardo Ploomipuu (EST)                                                          |
| 100 m dos S11               | Bozun Yang (CHN)                                                         | Damian Pietrasik (POL)                                                | Viktor Smyrnov (UKR)                                                           |
| 100 m dos S12               | Alexander Nevolin-Svetov (RUS)                                           | Sergii Klippert (UKR)                                                 | Maksym Veraksa (UKR)                                                           |
| 100 m dos S13               | Charalampos Taiganidis (GRE)                                             | Oleksii Fedyna (UKR)                                                  | Dmytro Aleksyeyev (UKR)                                                        |
| 50 m brasse SB3             | Takayuki Suzuki (JPN)                                                    | Vicente Gil (ESP)                                                     | Miguel Luque (ESP)                                                             |
| 100 m brasse SB4            | Ricardo Ten (ESP)                                                        | Daniel Dias (BRA)                                                     | Moisés Fuentes (COL)                                                           |
| 100 m brasse SB5            | Pedro Rangel (MEX)                                                       | Thomas Grimm (GER)                                                    | Tadhg Slattery (RSA)                                                           |
| 100 m brasse SB6            | Alexey Fomenkov (RUS)                                                    | Gareth Duke (GBR)                                                     | Matt Whorwood (GBR)                                                            |
| 100 m brasse SB7            | Sascha Kindred (GBR)                                                     | Blake Cochrane (AUS)                                                  | Rudy Garcia-Tolson (USA)                                                       |
| 100 m brasse SB8            | Andriy Kalyna (UKR)                                                      | Xiaofu Wang (CHN)                                                     | Alejandro Sánchez (ESP)                                                        |
| 100 m brasse SB9            | Kevin Paul (RSA)                                                         | Furong Lin (CHN)                                                      | Denis Dorogaev (RUS)                                                           |
| 100 m brasse SB11           | Oleksandr Mashchenko (UKR)                                               | Bozun Yang (CHN)                                                      | Viktor Smyrnov (UKR)                                                           |
| 100 m brasse SB12           | Maksym Veraksa (UKR)                                                     | Sergei Punko (BLR)                                                    | Sergii Klippert (UKR)                                                          |
| 100 m brasse SB13           | Oleksii Fedyna (UKR)                                                     | Daniel Sharp (NZL)                                                    | Uladzimir Izotau (BLR)                                                         |
| 50 m papillon S5            | Roy Perkins (USA)                                                        | Daniel Dias (BRA)                                                     | Junquan He (CHN)                                                               |
| 50 m papillon S6            | Xu Qing (CHN)                                                            | Kyosuke Oyama (JPN)                                                   | Sascha Kindred (GBR)                                                           |
| 50 m papillon S7            | Rong Tian (CHN)                                                          | Matt Walker (GBR)                                                     | Mang Pei (CHN)                                                                 |
| 100 m papillon S8           | Peter Leek (AUS)                                                         | Wei Yanpeng (CHN)                                                     | Wang Xiaofu (CHN)                                                              |
| 100 m papillon S9           | Tamás Sors (HUN)                                                         | Matthew Cowdrey (AUS)                                                 | Guo Zhi (CHN)                                                                  |
| 100 m papillon S10          | André Brasil (BRA)                                                       | David Julian Levecq (ESP)                                             | Mike van der Zanden (NED)                                                      |
| 100 m papillon S11          | Enhamed Enhamed (ESP)                                                    | Oleksandr Mashchenko (UKR)                                            | Junichi Kawai (JPN) Viktor Smyrnov (UKR)                                       |
| 100 m papillon S12          | Raman Makarau (BLR)                                                      | Sergei Punko (BLR)                                                    | Anton Stabrovskyy (UKR)                                                        |
| 100 m papillon S13          | Dzmitry Salei (BLR)                                                      | Charalampos Taiganidis (GRE)                                          | Andrey Strokin (RUS)                                                           |
| 150 m quatre nages SM4      | Cameron Leslie (NZL)                                                     | Vicente Javier Torres (ESP)                                           | Takayuki Suzuki (JPN)                                                          |
| 200 m quatre nages SM5      | Daniel Dias (BRA)                                                        | Junquan He (CHN)                                                      | Pablo Cimadevila Álvarez (ESP)                                                 |
| 200 m quatre nages SM6      | Sascha Kindred (GBR)                                                     | Yang Yuanrun (CHN)                                                    | Xu Qing (CHN)                                                                  |
| 200 m quatre nages SM7      | Rudy Garcia-Tolson (USA)                                                 | Tian Rong (CHN)                                                       | Matt Walker (GBR)                                                              |
| 200 m quatre nages SM8      | Peter Leek (AUS)                                                         | Jiachao Wang (CHN)                                                    | Sam Hynd (GBR)                                                                 |
| 200 m quatre nages SM9      | Matthew Cowdrey (AUS)                                                    | Andriy Kalyna (UKR)                                                   | Cody Bureau (USA)                                                              |
| 200 m quatre nages SM10     | Rick Pendleton (AUS)                                                     | André Brasil (BRA)                                                    | Benoît Huot (CAN)                                                              |
| 200 m quatre nages SM12     | Maksym Veraksa (UKR)                                                     | Alexander Nevolin-Svetov (RUS)                                        | Sergii Klippert (UKR)                                                          |
| 200 m quatre nages SM13     | Oleksii Fedyna (UKR)                                                     | Charalampos Taiganidis (GRE)                                          | Dmytro Aleksyeyev (UKR)                                                        |
| 4×50 m nage libre 20 pts    | Chine Jianping Du Yuan Tang Junguan He Yuanrun Yang                      | Espagne Richard Oribe Daniel Vidal Jordi Gordillo Sebastián Rodríguez | Brésil Clodoaldo Silva Joon Seo Daniel Dias Adriano Lima                       |
| 4×100 m nage libre 34 pts   | Grande-Bretagne Matt Walker Graham Edmunds David Roberts Robert Welbourn | Australie Ben Austin Peter Leek Sam Bramham Matthew Cowdrey           | Chine Xiaoming Xiong Yanpeng Wei Xiaofu Wang Zhi Guo                           |
| 4×50 m quatre nages 20 pts  | Chine Du Jianping Tang Yuan Xu Qing Yang Yuanrun                         | Brésil Daniel Dias Ivanildo Vasconcelos Luis Silva Clodoaldo Silva    | Espagne Pablo Cimadevila Vicente Gil Daniel Vidal Sebastián Rodríguez          |
| 4×100 m quatre nages 34 pts | Australie Matthew Cowdrey Rick Pendleton Peter Leek Ben Austin           | Chine Guo Zhi Lin Furong Wang Xiaofu Wei Yanpeng                      | Ukraine Ievgen Poltavskyi Andriy Kalyna Andriy Sirovatchenko Taras Yastremskyy |

### Femmes
| Épreuve                 | Or                                       | Argent                       | Bronze                                     |
| ----------------------- | ---------------------------------------- | ---------------------------- | ------------------------------------------ |
| 50 m nage libre S3      | Patricia Valle (MEX)                     | Pin Xiu Yip (SIN)            | Fran Williamson (GBR)                      |
| 50 m nage libre S4      | Nely Miranda (MEX)                       | Cheryl Angelelli (USA)       | Edênia Garcia (BRA)                        |
| 50 m nage libre S5      | Teresa Perales (ESP)                     | Bela Hlavackova (CZE)        | Olena Akopyan (UKR)                        |
| 50 m nage libre S6      | Mirjam De Koning-Peper (NED)             | Doramitzi González (MEX)     | Natalie Jones (GBR)                        |
| 50 m nage libre S7      | Cortney Jordan (USA)                     | Erin Popovich (USA)          | Kirsten Bruhn (GER)                        |
| 50 m nage libre S8      | Cecilie Drabsch Norland (NOR)            | Amanda Everlove (USA)        | Jacqueline Freney (AUS)                    |
| 50 m nage libre S9      | Natalie du Toit (RSA)                    | Irina Grazhdanova (RUS)      | Louise Watkin (GBR)                        |
| 50 m nage libre S10     | Anne Polinario (CAN)                     | Katarzyna Pawlik (POL)       | Katrina Lewis (AUS)                        |
| 50 m nage libre S11     | Maria Poiani Panigati (ITA)              | Cecilia Camellini (ITA)      | Fabiana Sugimori (BRA)                     |
| 50 m nage libre S12     | Oxana Savchenko (RUS)                    | Anna Efimenko (RUS)          | Deborah Font (ESP)                         |
| 50 m nage libre S13     | Kelley Becherer (USA)                    | Valérie Grand'Maison (CAN)   | Iryna Balashova (UKR)                      |
| 100 m nage libre S4     | Nely Miranda (MEX)                       | Cheryl Angelelli (USA)       | Aimee Bruder (USA)                         |
| 100 m nage libre S5     | Teresa Perales (ESP)                     | Inbal Pezaro (ISR)           | Bela Hlavackova (CZE)                      |
| 100 m nage libre S6     | Eleanor Simmonds (GBR)                   | Mirjam De Koning-Peper (NED) | Doramitzi González (MEX)                   |
| 100 m nage libre S7     | Erin Popovich (USA)                      | Cortney Jordan (USA)         | Kirsten Bruhn (GER)                        |
| 100 m nage libre S8     | Jessica Long (USA)                       | Heather Frederiksen (GBR)    | Jacqueline Freney (AUS)                    |
| 100 m nage libre S9     | Natalie du Toit (RSA)                    | Louise Watkin (GBR)          | Stephanie Dixon (CAN)                      |
| 100 m nage libre S10    | Ashley Owens (USA)                       | Katarzyna Pawlik (POL)       | Anna Eames (USA)                           |
| 100 m nage libre S11    | Qing Xie (CHN)                           | Cecilia Camellini (ITA)      | Daniela Schulte (GER)                      |
| 100 m nage libre S12    | Oxana Savchenko (RUS)                    | Anna Efimenko (RUS)          | Joanna Mendak (POL)                        |
| 100 m nage libre S13    | Valérie Grand'Maison (CAN)               | Chelsey Gotell (CAN)         | Kelley Becherer (USA)                      |
| 200 m nage libre S5     | Teresa Perales (ESP)                     | Inbal Pezaro (ISR)           | Olena Akopyan (UKR)                        |
| 400 m nage libre S6     | Eleanor Simmonds (GBR)                   | Mirjam De Koning-Peper (NED) | Maria Goetze (GER)                         |
| 400 m nage libre S7     | Erin Popovich (USA)                      | Cortney Jordan (USA)         | Kirsten Bruhn (GER)                        |
| 400 m nage libre S8     | Jessica Long (USA)                       | Heather Frederiksen (GBR)    | Jacqueline Freney (AUS)                    |
| 400 m nage libre S9     | Natalie du Toit (RSA)                    | Stephanie Dixon (CAN)        | Ellie Cole (AUS)                           |
| 400 m nage libre S10    | Katarzyna Pawlik (POL)                   | Ashley Owens (USA)           | Susan Beth Scott (USA)                     |
| 400 m nage libre S13    | Valérie Grand'Maison (CAN)               | Anna Efimenko (RUS)          | Kelley Becherer (USA) Chelsey Gotell (CAN) |
| 50 m dos S2             | Ganna Ielisavetska (UKR)                 | Iryna Sotska (UKR)           | Sara Carracelas (ESP)                      |
| 50 m dos S3             | Yip Pin Xiu (SIN)                        | Fran Williamson (GBR)        | Xia Jiangbo (CHN)                          |
| 50 m dos S5             | Bela Hlavackova (CZE)                    | Teresa Perales (ESP)         | Karina Lauridsen (DEN)                     |
| 100 m dos S6            | Mirjam De Koning-Peper (NED)             | Nyree Lewis (GBR)            | Fuying Jiang (CHN)                         |
| 100 m dos S7            | Katrina Porter (AUS)                     | Kirsten Bruhn (GER)          | Chantal Boonacker (NED)                    |
| 100 m dos S8            | Heather Frederiksen (GBR)                | Jessica Long (USA)           | Mariann Vestbostad (NOR)                   |
| 100 m dos S9            | Stephanie Dixon (CAN)                    | Elizabeth Stone (USA)        | Ellie Cole (AUS)                           |
| 100 m dos S10           | Sophie Pascoe (NZL) Shireen Sapiro (RSA) |                              | Esther Morales (ESP)                       |
| 100 m dos S13           | Chelsey Gotell (CAN)                     | Valérie Grand'Maison (CAN)   | Anna Efimenko (RUS)                        |
| 100 m brasse SB4        | Bela Hlavackova (CZE)                    | Inbal Pezaro (ISR)           | Teresa Perales (ESP)                       |
| 100 m brasse SB5        | Kirsten Bruhn (GER)                      | Rachel Lardière (FRA)        | Gitta Ráczkó (HUN)                         |
| 100 m brasse SB6        | Elizabeth Johnson (GBR)                  | Sarah Bowen (AUS)            | Deborah Gruen (USA)                        |
| 100 m brasse SB7        | Erin Popovich (USA)                      | Min Huang (CHN)              | Jessica Long (USA)                         |
| 100 m brasse SB8        | Olesya Vladykina (RUS)                   | Paulina Wozniak (POL)        | Claire Cashmore (GBR)                      |
| 100 m brasse SB9        | Sophie Pascoe (NZL)                      | Sarai Gascón (ESP)           | Louise Watkin (GBR)                        |
| 100 m brasse SB12       | Karolína Pelendrítou (CYP)               | Sandra Gomez (ESP)           | Yaryna Matlo (UKR)                         |
| 50 m papillon S6        | Fuying Jiang (CHN)                       | Anastasia Diodorova (RUS)    | Olena Akopyan (UKR)                        |
| 50 m papillon S7        | Min Huang (CHN)                          | Erin Popovich (USA)          | Verônica Almeida (BRA)                     |
| 100 m papillon S8       | Jessica Long (USA)                       | Amanda Everlove (USA)        | Jin Xiaoqin (CHN)                          |
| 100 m papillon S9       | Natalie du Toit (RSA)                    | Ellie Cole (AUS)             | Annabelle Williams (AUS)                   |
| 100 m papillon S10      | Anna Eames (USA)                         | Sophie Pascoe (NZL)          | Shuai Wang (CHN)                           |
| 100 m papillon S12      | Joanna Mendak (POL)                      | Ana García-Arcicollar (ESP)  | Yuliya Volkova (UKR)                       |
| 100 m papillon S13      | Valérie Grand'Maison (CAN)               | Kirby Cote (CAN)             | Chelsey Gotell (CAN)                       |
| 150 m quatre nages SM4  | Karina Lauridsen (DEN)                   | Marayke Jonkers (AUS)        | Patricia Valle (MEX)                       |
| 200 m quatre nages SM6  | Miranda Uhl (USA)                        | Maria Goetze (GER)           | Natalie Jones (GBR)                        |
| 200 m quatre nages SM7  | Erin Popovich (USA)                      | Huang Min (CHN)              | Cortney Jordan (USA)                       |
| 200 m quatre nages SM8  | Jessica Long (USA)                       | Amanda Everlove (USA)        | Heather Frederiksen (GBR)                  |
| 200 m quatre nages SM9  | Natalie du Toit (RSA)                    | Stephanie Dixon (CAN)        | Louise Watkin (GBR)                        |
| 200 m quatre nages SM10 | Sophie Pascoe (NZL)                      | Elodie Lorandi (FRA)         | Katarzyna Pawlik (POL)                     |
| 200 m quatre nages SM12 | Oxana Savchenko (RUS)                    | Joanna Mendak (POL)          | Karolína Pelendrítou (CYP)                 |
| 200 m quatre nages SM13 | Chelsey Gotell (CAN)                     | Kirby Cote (CAN)             | Valérie Grand'Maison (CAN)                 |